# 賀抜允
賀抜 允（がばつ いん、487年 - 534年）は、中国の北魏末の軍人。字は阿鞠泥。本貫は神武郡尖山県（現在の山西省忻州市神池県）。

## 経歴
武川軍主の賀抜度抜の子として生まれた。正光5年（524年）、弟の賀抜岳らとともに衛可孤を殺害した後、広陽王元淵の下で積射将軍となり、滏口を守った。元淵の敗北後、爾朱栄に帰順した。建義元年（528年）、征東将軍・光禄大夫の位を受け、寿陽県侯に封じられた。永安年間、征北将軍・蔚州刺史となり、爵位を公に進めた。建明元年（530年）、長広王元曄が即位すると、賀抜允は燕郡公に改封され、侍中を兼ねた。普泰元年（531年）、柔然への使者に立った。晋陽に帰還すると、高歓が反爾朱氏の起兵を進めようとしていたので、賀抜允は高歓のために起兵の計画策定に参与した。中興元年（同年）、安定王元朗が即位すると、賀抜允は司徒に転じ、尚書令を領した。太昌元年（532年）9月、爵位を燕郡王に進めた。永熙2年（533年）7月、太尉に転じた。侍中を加えられた。
永熙3年（534年）、北魏の孝武帝は高歓の専横を憎んで、賀抜允の弟の賀抜岳とひそかに結託した。賀抜岳の死後、孝武帝は賀抜允の別の弟の賀抜勝と通じた。このため賀抜允は乱を起こすのではないかと疑われたが、高歓は賀抜允との旧交を重んじて、賀抜允を擁護した。しかし、東魏が建てられて天平元年と改まると、賀抜允は高歓とともに猟に出て、高歓に弓を向けたと告発された。12月丁卯、死を賜った。定州刺史・都督五州諸軍事の位を追贈された。
子に賀抜世文・賀抜世楽・賀抜難陀の三子があった。

## 伝記資料
- 『魏書』巻80 列伝第68
- 『北斉書』巻19 列伝第11
- 『周書』巻14 列伝第6
- 『北史』巻49 列伝第37